# Lunar Orbiter

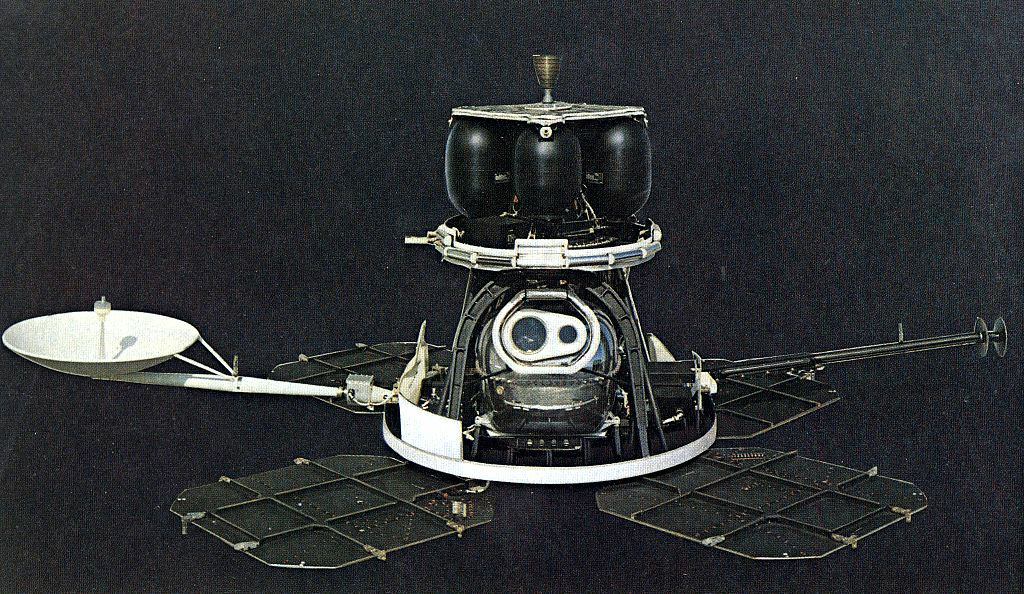
Lunar Orbiter

Lunar Orbiter ist der Name fünf US-amerikanischer Mondsonden, die zwischen 1966 und 1968 als Orbiter den Mond in einer nahen Umlaufbahn umkreisten, um ihn zu vermessen und das Schwerefeld zu analysieren.
Alle fünf Raumsonden, von der NASA ab 10. August 1966 in Abständen von 88 bis 90 Tagen gestartet, waren erfolgreich, nur der dritte Orbiter hatte kleine Ausfälle. Die Fotoaufnahmen und Messdaten waren die Grundlage für einen genauen Mondatlas, der 1968 erstellt wurde und auch die Mondrückseite erfasste.

## Mission
Die Hauptaufgabe der Lunar Orbiter war, die Oberfläche des Mondes auf fotografischem Wege genau zu kartieren. Anhand der Bilder sollten dann Landeplätze für die bemannten Mondlandungen der Apollo-Raumflüge ausgewählt werden. Weiter wurden erste Versuche zur Selenodäsie vorgenommen, der Vermessung des Mondes (griech. Selene) und seines Schwerefeldes. Auch der innere Aufbau des Erdtrabanten und die sogenannten Mascons unter der Mondkruste stellten ein Forschungsthema dar.
Die Lunar-Orbiter-Missionen 1 bis 5 waren die Fortsetzung der Ranger-Erkundungen 1964/65 von drei Mondregionen (17.000 Aufnahmen von Ranger 7 bis 9, darunter extreme Nahaufnahmen vor dem Aufschlag) und gelangen ohne jeden Fehlschlag. Sie fanden etwa gleichzeitig mit den Surveyor-Missionen 1 bis 7 und deren sanften Landungen statt. Erste Raketentests zum Erreichen von Mondumlaufbahnen fanden 1960 durch zwei Pioneer-Sonden und 1964 im Ranger-Programm statt.
Die Sonden wurden mit einer zweistufigen Atlas-Agena-D-Rakete gestartet und schwenkten in eine stark elliptische Umlaufbahn um den Mond ein, deren Periselen (mondnächste Punkte) rund 200 Kilometer über der Oberfläche lagen. Gegenüber der lunaren Kreisbahngeschwindigkeit wichen die Bahngeschwindigkeiten um einige Prozent ab.
Für Lunar Orbiter 1 bis 3 wurden Umlaufbahnen mit niedriger Bahnneigung gewählt, die ausschließlich über Gebiete in der Nähe des Äquators führten. Lunar Orbiter 4 und 5 wurden dagegen auf polare Umlaufbahnen gebracht, die eine Kartierung der kompletten Mondoberfläche erlaubten.

### Technische Ausrüstung
Die Sonden hatten eine Höhe von 1,68 Metern und eine Breite von 5,65 Metern, gemessen über die ausgebreiteten Antennen. Die Startmasse schwankte je nach Orbiter zwischen 386 und 391 Kilogramm. Das mehrfach wiederzündbare Bahnkorrekturtriebwerk arbeitete mit Aerozin 50 und Stickstofftetroxid und lieferte einen Schub von etwa 450 Newton.
Es wurden zwei Kameras mit einem Weitwinkel- bzw. einem Teleobjektiv verwendet. Aufnahmen wurden jeweils paarweise nebeneinander angefertigt, wobei der Bildausschnitt des Teleobjektivs immer im Zentrum der Weitwinkelaufnahme lag. Während der Belichtung wurde der Film bewegt, um die Geschwindigkeit des Raumfahrzeugs auszugleichen. Als Film wurde unperforierter 70-mm-Film vom Typ Kodak Special High Definition Aerial Film (SO-368) benutzt, von dem 79 Meter mitgeführt wurden. Dieser Film wurde automatisch durch Kontakt mit einem sogenannten Kodak-Bimat-Film entwickelt und fixiert. Nach Abschluss der fotografischen Aufnahmen konnte der Negativfilm dann vom Ende zum Anfang elektronisch abgetastet und zur Erde gefunkt werden. Dazu scannte ein Lichtstrahl mit einem Durchmesser von 0,005 mm den Film in Querstreifen (framelets) von 2,68 mm Breite mit 17.000 Zeilen ab. Danach wurde der Film um 2,54 mm weitertransportiert und das nächste framelet gescannt. Der Scan eines kompletten Bildpaares nahm 43 Minuten in Anspruch.
Auf der Erde wurden die empfangenen Bildsignale auf Datenbändern gespeichert und jedes framelet wurde von einer Kathodenstrahlröhre auf 35-mm-Film belichtet, aus dem man durch Aneinanderfügen Repliken der ursprünglichen Aufnahmen anfertigte. Dadurch erklären sich die Streifen, die jede Lunar-Orbiter-Fotografie durchziehen.

### Verlauf der fünf Missionen

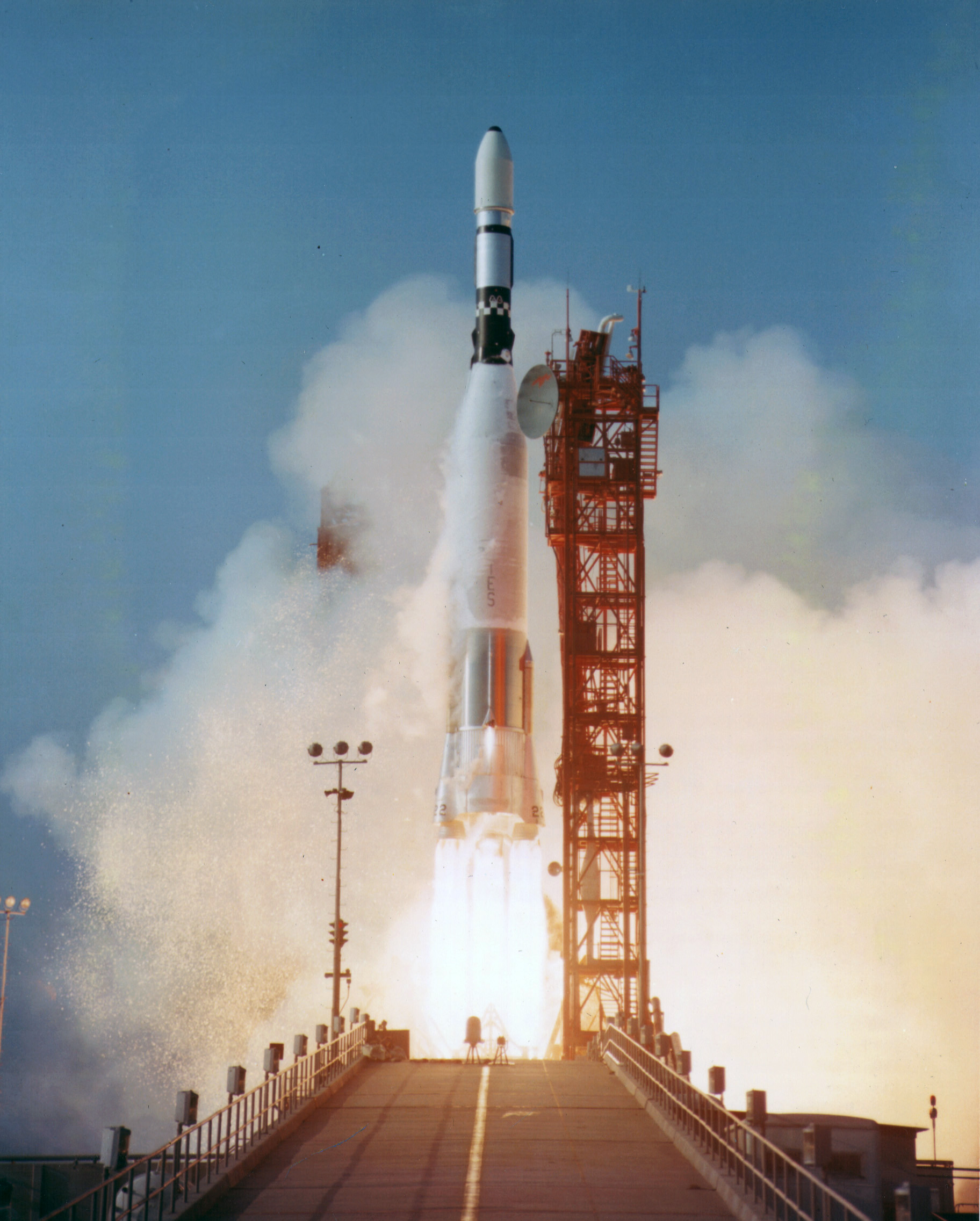
Start von Lunar Orbiter 4

- Lunar Orbiter 1 startete am 10. August 1966, kam nach vier Tagen in einen Mondorbit. Ab dem 26. Mondumlauf am 18. August begann er mit den Aufnahmen und übermittelte bis zum Absturz am 29. Oktober 1966 insgesamt 229 Bilder. (Startmasse: 386 kg, Bahnneigung: 12,14°)
- Lunar Orbiter 2 startete am 6. November 1966, erreichte vier Tage später eine Mondumlaufbahn und übertrug bis zum Aufschlag am 11. Oktober 1967 817 Bilder. (Startmasse: 391 kg, Bahnneigung: 11,97°)
- Lunar Orbiter 3 startete am 5. Februar 1967, kam drei Tage später in den Mondorbit und übermittelte bis zum Absturz am 10. Oktober 1967 626 Bilder. Wegen einiger Fehlfunktionen gilt Lunar Orbiter 3 als nicht ganz so erfolgreich. (Startmasse: 386 kg, Bahnneigung: 21,00°)
- Lunar Orbiter 4 startete am 4. Mai 1967 und erreichte vier Tage später den Mond. Die Umlaufbahn war im Gegensatz zu den früheren Missionen wesentlich höher und fast polar. Die Sonde machte 546 Bilder bis zum Absturz am 31. Oktober 1967. Dadurch wurde die Mondvorderseite fast vollständig und die Rückseite zu etwa 3/4 erfasst. (Startmasse: 390 kg, Bahnneigung: 88,80°)
- Lunar Orbiter 5 startete am 1. August 1967 und schwenkte am 4. August ebenfalls in eine polare, jedoch stärker elliptische Mondumlaufbahn, die dichter an die Oberfläche führte. Ab dem 6. August 1967 wurden 844 Bilder übertragen, u. a. von der noch nicht ganz erfassten Mondrückseite. Lunar Orbiter 5 stürzte am 31. Januar 1968 auf den Mond. (Startmasse: 390 kg, Bahnneigung: 85,00°)

## Ergebnisse

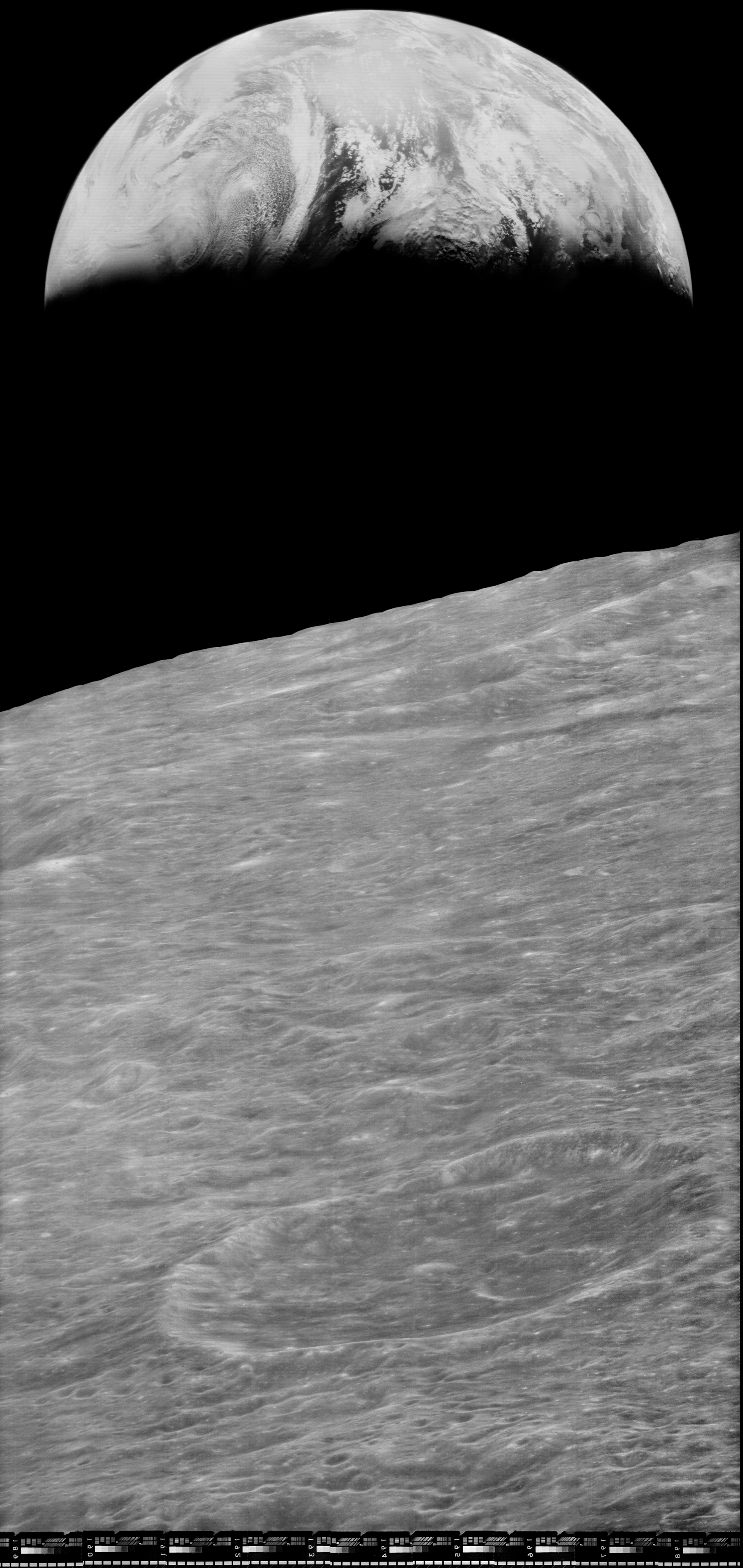
Digital restaurierte Ansicht der aufgehenden Erde, von Lunar Orbiter 1 aufgenommen am 23. August 1966

Die Lunar-Orbiter-Sonden kartierten den Mond mit einer Genauigkeit von 60 Metern. Der daraus entstandene Mondatlas gehört bis heute zum Standard der Mondforschung. Die potentiellen Apollo-Landeplätze wurden mit besonders hohen Auflösungen fotografiert, teilweise mit bis zu 2 Metern. Insbesondere die Schrägansichten mit Teleoptik gehörten zu den beachtetsten Fotos ihrer Zeit. Vor allem das am 23. August 1966 aufgenommene Bild einer aufgehenden Erde über der Mondoberfläche ging in die Geschichte ein. Lunar Orbiter war auch das erste US-Sondenprogramm, bei dem es keinen gravierenden Fehlschlag gab.
Im Nebenprogramm war die Gewinnung präziser Bahndaten zur Analyse des lunaren Gravitationsfeldes erfolgreich. Aus diesen Daten konnte man erstmals Mascons nachweisen, starke Massenkonzentrationen im Untergrund des Mondes.
Ähnlich wurde auch die Tatsache des exzentrischen Massenschwerpunktes des Mondes, die Ursache seiner gebundenen Rotation, aus Bahnstörungen von Mondsatelliten abgeleitet. Mit einigem Erfolg versuchte die NASA ferner eine Art Triangulation um die Mondrückseite. Die Fotos der Raumsonden von der Mondoberfläche wurden verwendet, um ihre Bahnen über der – von der Erde unsichtbaren – Rückseite nach Art eines fotografischen Rückwärtsschnittes zu berechnen. Nicht zuletzt gewann man auch Erfahrung über die Raumflugnavigation in Mondnähe.

## Digitalisierung
Derzeit werden sämtliche 1.500 Datenbänder der fünf Lunar Orbiter-Missionen im Zuge des Lunar Orbiter Image Recovery Project (LOIRP) digitalisiert. Leiter des Projektes ist Dennis Wingo, der ein kleines Team von Ingenieuren leitet. Die hohe Auflösung und Detailliertheit der wiederhergestellten Fotos übertreffen bis heute (Stand 2010) alle anderen Bilder, die es vom Mond gibt. Durch diese hohe Qualität der wiederhergestellten Fotos wird es nun möglich sein, einen Vergleich mit anderen Fotos des Mondes – etwa denen, die der Lunar Reconnaissance Orbiter seit 2009 aufgenommen hat – durchzuführen sowie Veränderungen auf der Mondoberfläche (z. B. durch zwischenzeitliche Meteoriteneinschläge) dokumentieren zu können. Die US-Raumfahrtbehörde finanziert den größten Teil der LOIRP-Forschung. Sie stellt auch die Unterkunft, in der das Team sein Zuhause gefunden hat: Ein früheres McDonald’s-Restaurant auf dem Gelände des NASA Ames Research Center in Mountain View wird deswegen scherzhaft McMoon’s genannt.